# 巴布农县
巴布农县，一译巴普农县，是柬埔寨波萝勉省下辖的一个县。
这里被柬埔寨历史学家认为是高棉文明的发源地。扶南的首都毗耶陀補羅城位于此处。1872年以前，这里举行活人祭祀，高棉国王要来这里朝圣。
1820年，一位名叫“凯”（Kae，越南史料称其为“僧计”）的僧侣在此地起兵反抗越南对柬埔寨的统治。柬王安赞二世派出一支由高棉人和越南人组成的军队前去镇压，但高棉人临阵倒戈加入叛军，随后起义影响到全国。西贡的黎文悦派来一支越南军队，最后在磅湛省击溃起义军，将“凯”带到西贡处死，其追随者在金边斩首。